# Copa marroquina de futbol
La copa marroquina de futbol, oficialment Coupe du Trône (Copa del tron), és una competició futbolística per eliminatòries del Marroc. És oberta a clubs amateurs i professionals organitzada per la Reial Federació Marroquina de Futbol.

## Historial
Font:

### Abans de la independència
| Data    | Vencedor             | Resultat   | Finalista            |
| ------- | -------------------- | ---------- | -------------------- |
| 1934    | SA Marrakech         | 2-1        | Racing de Casablanca |
| 1935    | Racing de Casablanca | 1-0        | Ideal Casablanca     |
| 1936    | US Marocaine         | 2-1        | ASPTT Casablanca     |
| 1937    | US Athlétique        | 1-1        | ASPTT Rabat          |
| 1938    | SA Marrakech         | 3-1        | USD Meknès           |
| 1939    | Stade Marocain       | 1-0        | ASPTT Rabat          |
| 1940    | US Marocaine         | 2-1        | Wydad Casablanca     |
| 1941    | US Marocaine         | 2-0 [pr.]  | Stade Marocain       |
| 1942    | Stade Marocain       | 2-2        | ASPTT Casablanca     |
| 1943    | US Marocaine         | 1-0        | Wydad Casablanca     |
| 1944    | US Marocaine         | 3-2        | Racing de Casablanca |
| 1945    | Racing de Casablanca | 3-1        | US Marocaine         |
| 1946    | US Marocaine         | 3-1        | Wydad Casablanca     |
| 1947    | Stade Marocain       | 1-1        | US Marocaine         |
| 1948-53 | desconegut           | desconegut | desconegut           |
| 1954    | Stade Marocain       | 1-0        | US Safi              |
| 1955    | US Marocaine         | 1-0        | Stade Marocain       |

### Després de la independència
| Data    | Vencedor                               | Finalista        | Resultat               | Seu                             |
| ------- | -------------------------------------- | ---------------- | ---------------------- | ------------------------------- |
| 1956-57 | Mouloudia d'Oujda                      | 2 - 1            | Wydad Casablanca       | Stade d'honneur, Casablanca     |
| 1957-58 | Mouloudia d'Oujda                      | 2 - 1            | Wydad Casablanca       | Stade d'honneur, Casablanca     |
| 1958-59 | FAR Rabat                              | 1 - 0            | Mouloudia d'Oujda      | Stade d'honneur, Casablanca     |
| 1959-60 | Mouloudia d'Oujda                      | 1 - 0            | FUS Rabat              | Stade d'honneur, Casablanca     |
| 1960-61 | KAC Kenitra                            | 1 - 0            | Wydad Casablanca       | Stade d'honneur, Casablanca     |
| 1961-62 | Mouloudia d'Oujda                      | 0 - 0            | Kawkab de Marrakech    | Stade d'honneur, Casablanca     |
| 1962-63 | Kawkab de Marrakech                    | 3 - 2            | Hassania Agadir        | Stade d'honneur, Casablanca     |
| 1963-64 | Kawkab de Marrakech                    | 3 - 2            | Wydad Casablanca       | Stade d'honneur, Casablanca     |
| 1964-65 | Kawkab de Marrakech                    | 3 - 1            | Raja Casablanca        | Stade d'honneur, Casablanca     |
| 1965-66 | CODM Meknès                            | 2 - 0            | Maghreb de Fès         | Stade d'honneur, Casablanca     |
| 1966-67 | FUS Rabat                              | 2 - 0            | Renaissance de Settat  | Stade d'honneur, Casablanca     |
| 1967-68 | Racing de Casablanca                   | 1 - 0            | Raja Casablanca        | Stade d'honneur, Casablanca     |
| 1968-69 | Renaissance de Settat                  | 2 - 1            | KAC Kenitra            | Stade d'honneur, Casablanca     |
| 1969-70 | Wydad Casablanca                       | 1 - 0            | Renaissance de Settat  | Stade d'honneur, Casablanca     |
| 1970-71 | FAR Rabat                              | 1 - 1 (8-7 pen.) | Maghreb de Fès         | Stade d'honneur, Casablanca     |
| 1971-72 | Chabab Mohammédia Racing de Casablanca | Final no jugada  | Final no jugada        | Final no jugada                 |
| 1972-73 | FUS Rabat                              | 3 - 1            | Ittihad Khémisset      | Stade Al Inbiâate, Agadir       |
| 1973-74 | Raja Casablanca                        | 1 - 0            | Maghreb de Fès         | Stade d'honneur Casablanca      |
| 1974-75 | Chabab Mohammédia                      | 1 - 0            | Union Sidi Kacem       | Stade d'honneur Casablanca      |
| 1975-76 | FUS Rabat                              | 1 - 0            | KAC Kenitra            | Stade de Marchan, Tànger        |
| 1976-77 | Raja Casablanca                        | 1 - 0            | Difaa El Jadida        | Stade du FUS, Rabat             |
| 1977-78 | Wydad Casablanca                       | 3 - 0            | Renaissance de Kénitra | Stade Saniat-Rmel, Tetuan       |
| 1978-79 | Wydad Casablanca                       | 2 - 1            | Chabab Mohammédia      | Estadi Mohamed V, Casablanca    |
| 1979-80 | Maghreb de Fès                         | 1 - 0            | Union Sidi Kacem       | Stade Roches Noires, Casablanca |
| 1980-81 | Wydad Casablanca                       | 2 - 1            | CODM Meknès            | Estadi Moulay Abdellah, Rabat   |
| 1981-82 | Raja Casablanca                        | 3 - 2            | Renaissance de Kénitra | Stade Roches Noires, Casablanca |
| 1982-83 | Olympique Casablanca                   | 1 - 1 (5-4 pen.) | Raja Casablanca        | Estadi Mohamed V, Casablanca    |
| 1983-84 | FAR Rabat                              | 1 - 0            | Renaissance de Kénitra | Estadi Mohamed V, Casablanca    |
| 1984-85 | FAR Rabat                              | 3 - 0            | Difaa El Jadida        | Estadi Moulay Abdellah, Rabat   |
| 1985-86 | FAR Rabat                              | 3 - 1            | Difaa El Jadida        | Estadi Moulay Abdellah, Rabat   |
| 1986-87 | Kawkab de Marrakech                    | 4 - 0            | Renaissance Berkane    | Estadi Mohamed V, Casablanca    |
| 1987-88 | Maghreb de Fès                         | 0 - 0 (4-2 pen.) | FAR Rabat              | Estadi Moulay Abdellah, Rabat   |
| 1988-89 | Wydad Casablanca                       | 2 - 0            | Olympique Khouribga    | Estadi Moulay Abdellah, Rabat   |
| 1989-90 | Olympique Casablanca                   | 0 - 0 (4-2 pen.) | FAR Rabat              | Estadi Moulay Abdellah, Rabat   |
| 1990-91 | Kawkab de Marrakech                    | 1 - 0            | KAC Kenitra            | Estadi Moulay Abdellah, Rabat   |
| 1991-92 | Olympique Casablanca                   | 1 - 0            | Raja Casablanca        | Estadi El Harti, Marrakech      |
| 1992-93 | Kawkab de Marrakech                    | 1 - 0            | Maghreb de Fès         | Estadi Moulay Abdellah, Rabat   |
| 1993-94 | Wydad Casablanca                       | 1 - 0            | Olympique Khouribga    | Estadi Mohamed V, Casablanca    |
| 1994-95 | FUS Rabat                              | 2 - 0            | Olympique Khouribga    | Estadi Moulay Abdellah, Rabat   |
| 1995-96 | Raja Casablanca                        | 1 - 0            | FAR Rabat              | Estadi Hassan II, Fes           |
| 1997    | Wydad Casablanca                       | 1 - 0            | Kawkab de Marrakech    | Estadi Moulay Abdellah, Rabat   |
| 1998    | Wydad Casablanca                       | 2 - 1            | FAR Rabat              | Estadi Moulay Abdellah, Rabat   |
| 1999    | FAR Rabat                              | 1 - 0            | Chabab Mohammédia      | Estadi Moulay Abdellah, Rabat   |
| 2000    | Majd Al Madina                         | 1 - 1 (5-4 pen.) | Renaissance de Settat  | Estadi Moulay Abdellah, Rabat   |
| 2001    | Wydad Casablanca                       | 1 - 0            | Maghreb de Fès         | Estadi Moulay Abdellah, Rabat   |
| 2002    | Raja Casablanca                        | 2 - 0            | Maghreb de Fès         | Estadi Moulay Abdellah, Rabat   |
| 2003    | FAR Rabat                              | 1 - 0            | Wydad Casablanca       | Estadi Moulay Abdellah, Rabat   |
| 2004    | FAR Rabat                              | 0 - 0 (3-0 pen.) | Wydad Casablanca       | Estadi Moulay Abdellah, Rabat   |
| 2005    | Raja Casablanca                        | 0 - 0 (5-4 pen.) | Olympique Khouribga    | Estadi Moulay Abdellah, Rabat   |
| 2006    | Olympique Khouribga                    | 1 - 0            | Hassania Agadir        | Estadi Moulay Abdellah, Rabat   |
| 2007    | FAR Rabat                              | 1 - 1 (5-3 pen.) | Rachad Bernoussi       | Estadi de Fes, Fes              |
| 2008    | FAR Rabat                              | 1 - 0            | Maghreb de Fès         | Estadi Moulay Abdellah, Rabat   |
| 2009    | FAR Rabat                              | 1 - 1 (5-4 pen.) | FUS Rabat              | Estadi Moulay Abdellah, Rabat   |
| 2010    | FUS Rabat                              | 2 - 1            | Maghreb de Fès         | Estadi Moulay Abdellah, Rabat   |
| 2011    | Maghreb de Fès                         | 1 - 0            | CODM Meknès            | Estadi Moulay Abdellah, Rabat   |
| 2012    | Raja Casablanca                        | 0 - 0 (5-4 pen.) | FAR Rabat              | Estadi Moulay Abdellah, Rabat   |
| 2013    | Difaa El Jadida                        | 0 - 0 (5-4 pen.) | Raja Casablanca        | Estadi Moulay Abdellah, Rabat   |
| 2014    | FUS Rabat                              | 2 - 0            | Renaissance Berkane    | Estadi Moulay Abdellah, Rabat   |
| 2015    | Olympique Khouribga                    | 0 - 0 (4-1 pen.) | FUS Rabat              | Estadi de Tànger, Tànger        |
| 2016    | Maghreb de Fès                         | 2 - 1            | Olympique Club de Safi | Estadi Sheikh Laghdaf, El Aaiún |
| 2017    | Raja Casablanca                        | 1 - 1 (3-1 pen.) | Difaa El Jadida        | Estadi Moulay Abdellah, Rabat   |
| 2018    | Renaissance Berkane                    | 2 - 2 (3-2 pen.) | Wydad de Fès           | Estadi Moulay Abdellah, Rabat   |